# Nahal Tillah
Nahal Tillah és una excavació al sud d'Israel, junt al quibuts Lahav just al costat de la frontera amb Palestina, entre la mar Morta i la frontera amb Egipte, on s'ha trobat un serekh del rei Narmer, el primer faraó de la dinastia I. Forma part de l'excavació arqueològica d'Halif (Tell Halif)